# マイケル・ペイジ
マイケル・"ヴェノム"・ペイジ（Michael "Venom" Page、1987年4月7日 - ）は、イギリスの男性キックボクサー、総合格闘家、プロボクサー。イングランド・ロンドンのパディントン出身。ロンドン・シュートファイターズ所属。UFC世界ミドル級ランキング10位。名前とニックネームの頭文字からMVPの通称を持つ。

## 来歴
トリニダード・トバゴ人の父親とジャマイカ人の母親の間に生まれ、両親は共にカンフーをやっていた。オリンピック柔道代表のアシュリー・マッケンジーとは同級生であった。
父親の教えの下、3歳でカンフーをはじめて、5歳でキックボクシングの試合に出場した。その後、キックボクシングで数々のアマチュア世界タイトルを獲得する。また、オリンピックのテコンドー代表候補としてスカウトを受けるがプロ格闘家の活動を続けるために断っている。
2011年7月、ジェームス・トンプソン等が所属するロンドン・シュートファイターズで総合格闘技のトレーニングを開始。
2012年2月4日、プロ総合格闘技デビュー戦をトルネードキックでTKO勝利を収めた。

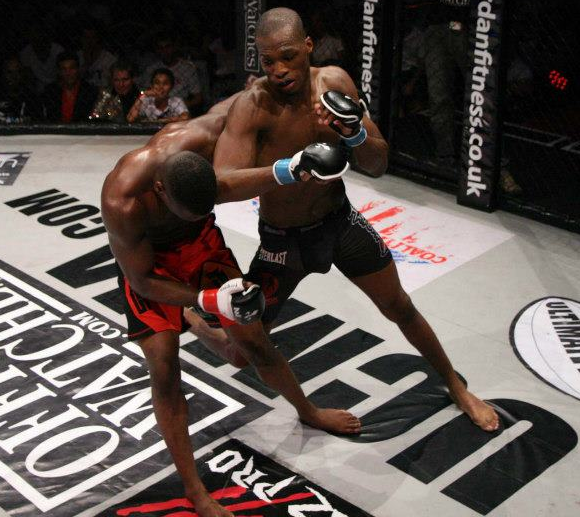
試合中のペイジ(右)

### Bellator
2013年3月21日、Bellator初参戦となったBellator 93でライアン・サンダースと対戦し、開始わずか10秒でKO勝利を収めた。
2016年7月16日、Bellator 158でエヴァンゲリスタ・サイボーグと対戦し、右跳び膝蹴りでKO勝利を収めた。サイボーグは膝蹴りで頭蓋骨陥没骨折し緊急手術を強いられた。
2018年2月16日、Bellator 216のウェルター級ワールドグランプリの1回戦でポール・デイリーと対戦し、両者共に消極的な試合となったものの、3-0の判定勝ちを収め準決勝へ進出した。
2019年5月11日、Bellator 221のウェルター級ワールドグランプリの準決勝でドゥグラス・リマと対戦し、1Rにローキックで足を払われ起き上がろうとしたところに右アッパーを受け失神KO負け。キャリア初黒星を喫し、準決勝敗退となった。
2019年12月29日、BELLATOR JAPANで初来日。安西信昌と対戦し、終始打撃で試合をコントロールして、2Rにカウンターの右フックでKO勝ち。この試合は、オファーを受けての参戦ではなく、アニメなど日本文化が好きなペイジが自らBellator側に来日を希望して決定した。
2020年10月10日、Bellator 248でロス・ヒューストンと対戦。ヒューストンの堅実な戦い方に持ち味を発揮できず、観客からのブーイングを浴びながらも3-0の判定勝ちを収めた。
2021年5月7日、Bellator 258でウェルター級ランキング6位のデレク・アンダーソンと175ポンド契約で対戦。左ハイキックでアンダーソンの鼻を折り、1R終了時にドクターストップでTKO勝ち。なお、この勝利によりBellator史上最多KO・TKO勝利記録（10勝）を更新した。
2021年10月1日、Bellator 267でウェルター級ランキング1位のドゥグラス・リマと再戦し、2-1の判定勝ち。リベンジに成功した。
2022年5月13日、Bellator 281のBellator世界ウェルター級暫定王座決定戦でウェルター級ランキング4位のローガン・ストーリーと対戦し、1-2の5R判定負け。王座獲得に失敗した。
2023年3月10日、Bellator 292でウェルター級ランキング5位のゴイチ・ヤマウチと対戦。ペイジが放った右ローキックでヤマウチが右膝を負傷し、開始26秒のTKO勝ちを収めた。

### UFC
2023年12月16日、UFCと契約したことが発表された。
2024年3月9日、UFC 299でウェルター級ランキング13位のケビン・ホランドと対戦し、3-0の判定勝ち。
2024年6月29日、UFC 303でウェルター級ランキング7位のイアン・ギャリーと対戦し、スタンドで優勢に立ったものの、グラウンドで劣勢となり僅差で0-3の判定負け。
2025年2月1日、ミドル級復帰戦となったUFC Fight Night: Adesanya vs. Imavovでミドル級ランキング14位のシャラ・マゴメドフと対戦し、3-0の判定勝ち。

### プロボクシング
2017年7月12日、元ボクシング世界ヘビー級王者のデビッド・ヘイとリチャード・シェーファーが共同で起業したボクシングの合弁プロモーション会社「ヘイメーカー・リングスター」と3年15試合の契約を交わした。7月27からヘイメーカーHQでボクシングトレーナーのイスマエル・サラスの下でボクシングのトレーニングを開始した。
2017年10月20日、プロボクシングデビュー戦を3RTKO勝利。

### ベアナックル・ボクシング
2022年8月20日、BKFC初参戦となったBKFC 27: Londonでマイク・ペリーと対戦し、0-2の6R判定負け。

## 人物・エピソード
- 2017年8月から準菜食主義（主に植物性の食物での生活）を実践している。

## 戦績

### 総合格闘技
| 総合格闘技 戦績 | 総合格闘技 戦績 | 総合格闘技 戦績 | 総合格闘技 戦績 | 総合格闘技 戦績 | 総合格闘技 戦績 | 総合格闘技 戦績 |
| --------------- | --------------- | --------------- | --------------- | --------------- | --------------- | --------------- |
| 27 試合         | (T)KO           | 一本            | 判定            | その他          | 引き分け        | 無効試合        |
| 24 勝           | 13              | 3               | 8               | 0               | 0               | 0               |
| 3 敗            | 1               | 0               | 2               | 0               | 0               | 0               |

| 勝敗 | 対戦相手                     | 試合結果                          | 大会名                                                                              | 開催年月日     |
| ○    | ジャレッド・キャノニア       | 5分3R終了 判定3-0                 | UFC 319: du Plessis vs. Chimaev                                                     | 2025年8月16日  |
| ○    | シャラ・マゴメドフ           | 5分3R終了 判定3-0                 | UFC Fight Night: Adesanya vs. Imavov                                                | 2025年2月1日   |
| ×    | イアン・ギャリー             | 5分3R終了 判定0-3                 | UFC 303: Pereira vs. Procházka 2                                                    | 2024年6月29日  |
| ○    | ケビン・ホランド             | 5分3R終了 判定3-0                 | UFC 299: O'Malley vs. Vera 2                                                        | 2024年3月9日   |
| ○    | ゴイチ・ヤマウチ             | 1R 0:26 TKO（右ローキック）       | Bellator 292: Nurmagomedov vs. Henderson                                            | 2023年3月10日  |
| ×    | ローガン・ストーリー         | 5分5R終了 判定1-2                 | Bellator 281: MVP vs. Storley 【Bellator世界ウェルター級暫定王座決定戦】            | 2022年5月13日  |
| ○    | ドゥグラス・リマ             | 5分3R終了 判定2-1                 | Bellator 267: Lima vs. Page 2                                                       | 2021年10月1日  |
| ○    | デレク・アンダーソン         | 1R 5:00 TKO（ドクターストップ）   | Bellator 258: Archuleta vs. Pettis                                                  | 2021年5月7日   |
| ○    | ロス・ヒューストン           | 5分3R終了 判定3-0                 | Bellator 248: Kongo vs. Johnson 2                                                   | 2020年10月10日 |
| ○    | 安西信昌                     | 2R 0:23 KO（右フック）            | BELLATOR JAPAN：Fedor vs. Rampage                                                   | 2019年12月29日 |
| ○    | ジョバンニ・メリーロ         | 1R 1:47 KO（右ストレート）        | Bellator London 2                                                                   | 2019年11月23日 |
| ○    | リチャード・カイリー         | 1R 2:42 KO（右跳び膝蹴り）        | Bellator 227: Gallagher vs. Salazar                                                 | 2019年9月27日  |
| ×    | ドゥグラス・リマ             | 2R 0:35 KO（右アッパー→パウンド） | Bellator 221: Chandler vs. Pitbull 【Bellatorウェルター級ワールドグランプリ準決勝】 | 2019年5月11日  |
| ○    | ポール・デイリー             | 5分5R終了 判定3-0                 | Bellator 216: MVP vs. Daley 【Bellatorウェルター級ワールドグランプリ1回戦】         | 2019年2月16日  |
| ○    | デヴィッド・リッケルス       | 2R 0:43 TKO（棄権）               | Bellator 200: Carvalho vs. Mousasi                                                  | 2018年5月25日  |
| ○    | フェルナンド・ゴンザレス     | 5分3R終了 判定2-1                 | Bellator 165: Chandler vs. Henderson                                                | 2016年11月19日 |
| ○    | エヴァンゲリスタ・サイボーグ | 2R 4:31 KO（右跳び膝蹴り）        | Bellator 158: London                                                                | 2016年7月16日  |
| ○    | ジェレミー・ホロウェイ       | 1R 2:15 アキレス腱固め            | Bellator 153: Koreshkov vs. Henderson                                               | 2016年4月22日  |
| ○    | チャーリー・オンティベロス   | 1R 3:20 TKO（グラウンドの肘打ち） | Bellator 144: Halsey vs. Carvalho                                                   | 2015年10月23日 |
| ○    | ルディ・ベアー               | 1R 1:05 KO（パンチ）              | Bellator 140: Lima vs. Koreshkov                                                    | 2015年7月17日  |
| ○    | ナー－ション・バレル         | 5分3R終了 判定3-0                 | Bellator 128                                                                        | 2014年10月10日 |
| ○    | リッキー・レイニー           | 1R 4:29 TKO（右フック）           | Bellator 120                                                                        | 2014年5月17日  |
| ○    | ラマダン・モハメッド         | 1R 3:48 リアネイキッドチョーク    | Super Fight League 15                                                               | 2013年4月12日  |
| ○    | ライアン・サンダース         | 1R 0:10 KO（パンチ）              | Bellator 93                                                                         | 2013年3月21日  |
| ○    | ハイサム・エル－サイド       | 1R 2:15 TKO（ドクターストップ）   | Super Fight League 7                                                                | 2012年11月2日  |
| ○    | ミゲル・バーナード           | 1R 1:43 腕ひしぎ十字固め          | UCMMA 27                                                                            | 2012年4月7日   |
| ○    | ベン・ディッシュマン         | 1R 1:05 TKO（トルネードキック）   | UCMMA 26: The Real Deal                                                             | 2012年2月4日   |

### プロボクシング
- 2戦 2勝（2KO）無敗

| 戦           | 日付           | 勝敗 | 時間    | 内容 | 対戦相手               | 国籍       | 備考           |
| ------------ | -------------- | ---- | ------- | ---- | ---------------------- | ---------- | -------------- |
| 1            | 2017年10月20日 | 勝利 | 3R 2:15 | TKO  | ジョナサン・カスターノ | スペイン   | プロデビュー戦 |
| 2            | 2018年6月15日  | 勝利 | 2R 0:18 | KO   | ミハル・シクタ         | ポーランド |                |
| テンプレート |                |      |         |      |                        |            |                |

### キックボクシング
| キックボクシング 戦績 | キックボクシング 戦績 | キックボクシング 戦績 | キックボクシング 戦績 | キックボクシング 戦績 | キックボクシング 戦績 | キックボクシング 戦績 |
| --------------------- | --------------------- | --------------------- | --------------------- | --------------------- | --------------------- | --------------------- |
| 1 試合                | (T)KO                 | 判定                  | その他                | 引き分け              | 無効試合              |                       |
| 1 勝                  | 1                     | 0                     | 0                     | 0                     | 0                     |                       |
| 0 敗                  | 0                     | 0                     | 0                     | 0                     | 0                     |                       |

| 勝敗 | 対戦相手                 | 試合結果                                | 大会名   | 開催年月日    |
| ○    | ジェファーソン・ジョージ | 2R 2:04 KO（ノックダウン：右ストレート) | UCMMA 29 | 2012年8月18日 |

### ベアナックル・ボクシング
- 1戦 1敗

| 戦           | 日付          | 勝敗 | 時間  | 内容    | 対戦相手       | 国籍           | 備考            |
| ------------ | ------------- | ---- | ----- | ------- | -------------- | -------------- | --------------- |
| 1            | 2022年8月20日 | 敗北 | 2分6R | 判定0-2 | マイク・ペリー | アメリカ合衆国 | BKFC 27: London |
| テンプレート |               |      |       |         |                |                |                 |

## 表彰
- SHERDOG ノックアウト・オブ・ザ・イヤー（2016年/エヴァンゲリスタ・サイボーグ戦）
- ベルチャー・リポート ノックアウト・オブ・ザ・イヤー（2016年/エヴァンゲリスタ・サイボーグ戦）